# Sveriges Television
Sveriges Television (en español, «Televisión de Suecia»), más conocida por sus siglas SVT, es la compañía de televisión pública de Suecia. Es una de las empresas que conforman la radiodifusión pública sueca junto con Sveriges Radio (radio) y Utbildningsradion (servicio educacional).
SVT fue fundada en 1956 y durante dos décadas estuvo integrada en la estructura de Sveriges Radio, hasta que en 1979 se convirtió en una empresa independiente. El grupo mantuvo el monopolio sobre la televisión en Suecia hasta la llegada de la televisión privada a finales de la década de 1980. Actualmente SVT gestiona cinco canales de televisión —SVT 1, SVT 2, SVT Barn, SVT 24 y Kunskapskanalen—, un servicio de transmisión por internet —SVT Play— y un sitio web.
Las radiodifusoras públicas suecas pertenecen a una fundación independiente, la Förvaltningsstiftelsen, cuyo consejo de administración está formado por representantes del parlamento sueco. Esta fundación se encarga, entre otras labores, de nombrar a los miembros del consejo de SVT y velar por el cumplimiento del servicio público. El servicio se financia desde 2019 con un impuesto progresivo.
SVT es miembro de la Unión Europea de Radiodifusión desde 1956.

## Historia

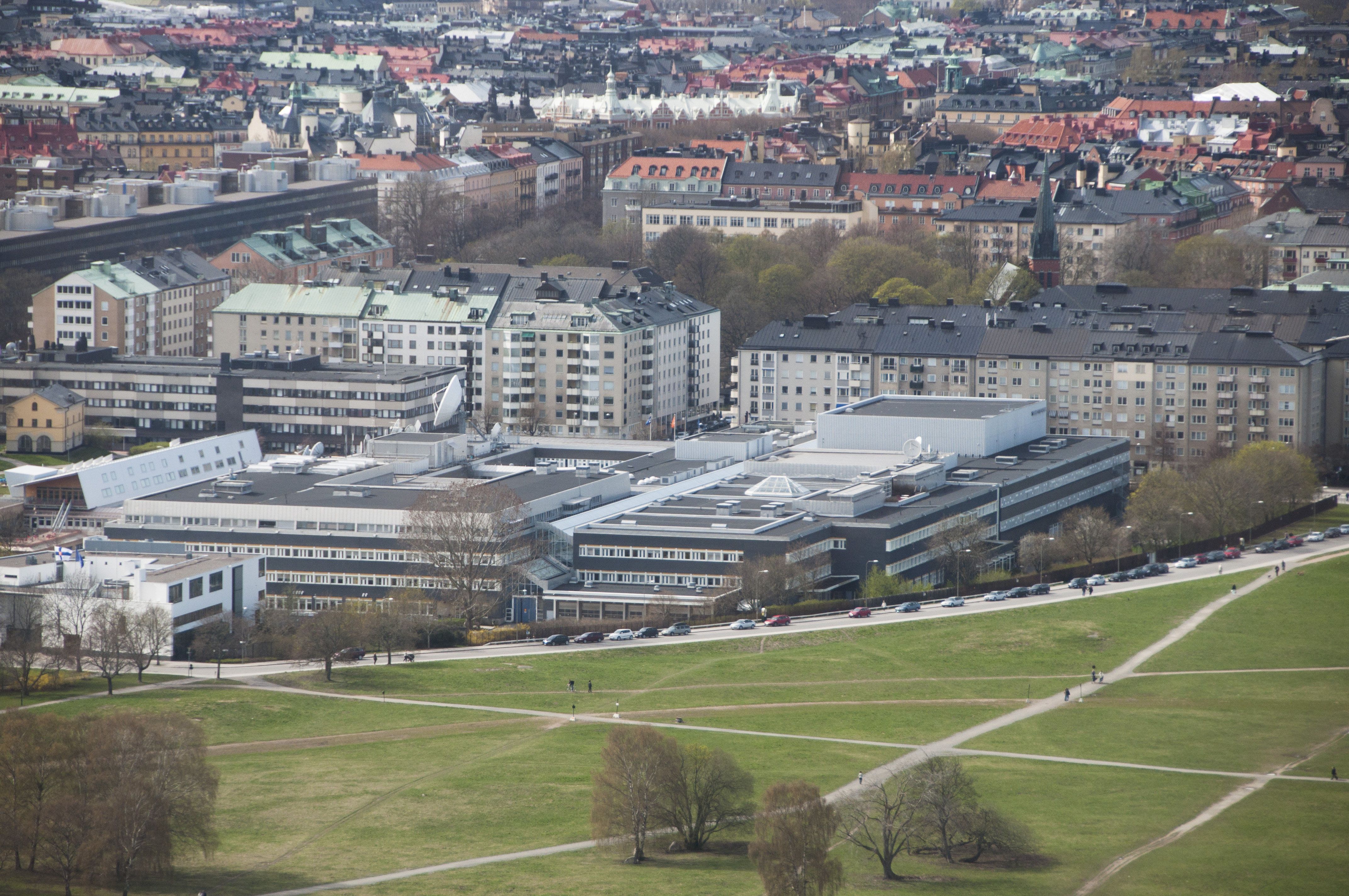
TV-Huset, sede de SVT en Estocolmo.

La televisión pública sueca tiene su origen en Sveriges Radio, la radio pública del país desde 1925. Esta empresa desarrolló las primeras emisiones experimentales de televisión a partir del 29 de octubre de 1954 desde la Universidad Tecnológica Real de Estocolmo.
El canal de televisión Radiotjänst TV inició sus emisiones en pruebas el 4 de septiembre de 1956 con un transmisor en Nacka, dentro del área metropolitana de Estocolmo. Para mantenerlo el estado estableció un impuesto anual sobre cada televisor. A partir de 1957 se consolidó la señal regular y se adoptó el nombre Sveriges Television (SVT). Un año después se crearon los servicios informativos. 
SVT empezó a emitir en color en 1966, aunque no lo hizo de forma regular hasta 1970. Su segundo canal «TV2», exclusivo en UHF, comenzó su actividad el 5 de diciembre de 1969. En aquella época se fomentó una competencia entre los dos canales para desarrollar el nuevo medio. Además, la evolución tecnológica permitió las primeras desconexiones territoriales. 
A partir de 1979, el gobierno sueco reorganizó los servicios públicos de radiodifusión en cuatro empresas subsidiarias: Sveriges Riksradio (radio nacional), Sveriges Television (televisión), Sveriges Utbildningsradio (educacional) y Sveriges Lokalradio (radio local). Esta medida supuso que SVT dejase de depender de la radio. En cuanto a los canales, «Kanal 1» mantuvo su sede en Estocolmo mientras que «TV2» se marchó a Malmö y se quedó con as desconexiones, aunque la competencia entre ambas se mantuvo. 
La llegada de la televisión privada rompió el monopolio de SVT, primero con el canal por satélite TV3 en 1987 y después en analógico con TV4 en 1992. 
Desde 1994 la empresa está dirigida por una fundación independiente, cuyo objetivo es garantizar la independencia de los organismos públicos de radiodifusión. Los dos canales dejaron de competir entre sí y pasaron a llamarse «SVT1» (generalista) y «SVT2» (cultural). En 1998 se iniciaron las emisiones en pruebas en televisión digital terrestre, con nuevos servicios regionales y el nuevo canal informativo «SVT24». En 2006 se estableció un servicio de vídeo bajo demanda y en 2007 se culminó la transición del analógico al digital.
En 2018, el parlamento sueco reemplazó la tasa sobre cada televisor por un nuevo impuesto progresivo que ha entrado en vigor desde enero de 2019.

## Organización

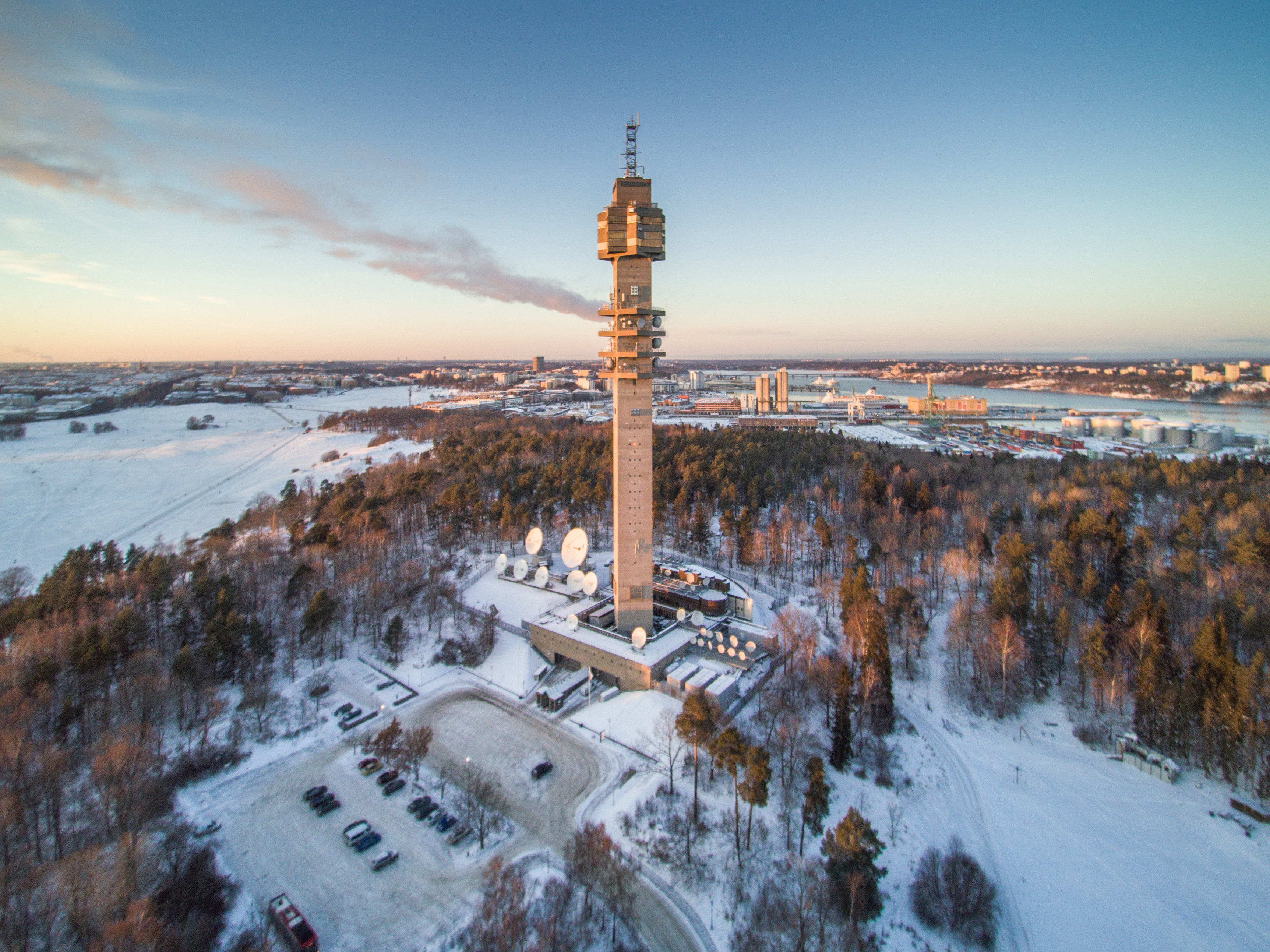
La Torre de Kaknäs es la principal torre de telecomunicaciones de Estocolmo,

En Suecia, la radiodifusión pública está compuesta por tres empresas autónomas: Sveriges Radio (radio), Sveriges Television (televisión) y Utbildningsradion (servicio educacional). Las tres son de propiedad estatal a través de una fundación independiente, la Förvaltningsstiftelsen för SR, SVT och UR («Fundación para la Gestión de SR, SVT y UR»), cuyo consejo de administración está formado por representantes del parlamento sueco, y que se encarga de velar por el cumplimiento del servicio público, la independencia editorial y la colaboración entre radiodifusoras. 
Los estatutos de SVT establecen que la televisión debe cumplir una labor de servicio público y trabajar con independencia de todo poder. El consejo de SVT está formado por once miembros elegidos por los representantes parlamentarios a través de la fundación. El presidente del consejo solo puede ser nombrado cuando ha transcurrido un año desde la celebración de las últimas elecciones legislativas. Desde septiembre de 2014 la máxima responsable es Hanna Stjärne. 
SVT tiene sede en Estocolmo y dispone de ocho centros de producción: cuatro en la capital y el resto en Malmö, Gotemburgo, Norrköping y Umeå.
Desde 2019, el servicio se mantiene con un impuesto progresivo en función de la renta que está limitado a 1300 coronas suecas (unos 120 euros) para el tramo más alto. Anteriormente hubo un impuesto sobre cada televisor que se elevaba a más de 2000 coronas.

## Servicios

### Televisión
| Logo            | Programación |
| --------------- | --- |
| SVT 1           | SVT 1: Canal principal de la televisión pública sueca, fundada en 1956. Su programación está centrada en noticias, entretenimiento, magacines y eventos en directo. Dispone de señal en alta definición.                                            |
| SVT 2           | SVT 2: Inaugurado en 1969, presenta una oferta alternativa con espacios que no tienen cabida en el primer canal, tales como programas informativos de análisis, documentales, eventos culturales y deportivos. Dispone de señal en alta definición. |
| SVT Barn        | SVT Barn: Canal infantil con series y espacios de producción propia. Fue fundado en 2002 como un bloque de programación, y desde 2004 cuenta con canal propio. Emite desde las 04:00 hasta las 20:00, compartiendo la señal con SVT 24.             |
| SVT 24          | SVT 24: Fundado en 1999 como un canal de noticias, actualmente ofrece boletines, magacines y reposiciones de espacios ya emitidos en los dos canales principales. Emite desde las 20:00 hasta las 04:00, compartiendo la señal con SVT Barn.        |
| Kunskapskanalen | Kunskapskanalen: Canal de televisión educativo, gestionado de forma conjunta por SVT y Utbildningsradion. |

### Internet
SVT cuenta con un servicio de transmisión en directo y video bajo demanda, «SVT Play», que agrupa toda la oferta digital. Además de ofrecer el contenido de los distintos canales de radio y televisión, así como el archivo histórico, cuenta con su propia línea de programas originales y exclusivos. 
Desde la puesta en marcha de SVT Play en 2006, el sitio web «svt.se» está centrado en información continua.

## Identidad corporativa
El actual logo de SVT fue estrenado el 20 de noviembre de 2016, dentro de una renovación completa de la imagen corporativa. Se trata de un diseño simplificado con las siglas de la empresa en letras minúsculas, adaptable a todos los servicios del grupo.

El primer logotipo de SVT data de 1980 y consta de tres barras de colores diseñadas por el británico Sid Sutton, más conocido por haber hecho las cabeceras de la serie Doctor Who. El 15 de enero de 2001 se estrenó una nueva imagen, a cargo del estudio británico English & Pockett, que centraba la marca en una flor de estrella formada por halos de luz. Esta imagen fue rediseñada en 2006 para dar mayor importancia a las siglas, por lo que la estrella quedó reducida a un mero elemento corporativo.

Logo de SVT desde 1980 hasta 2000.
Logo de SVT desde 2001 hasta 2016.
Logo de SVT desde 2016.